# Ведьмино отродье
Ведьмино отродье (англ. Hag-Seed) — роман канадской писательницы Маргарет Этвуд, опубликованный в октябре 2016 года. Роман представляет собой современный пересказ пьесы Уильяма Шекспира «Буря», опубликован издательством "Random House" в рамках серии Hogarth Shakespeare.
В центре романа — театральный режиссер Феликс, который теряет работу в театре Makeshiweg и лишается своего положения в обществе после предательства со стороны коллеги. Оказавшись в одиночестве, Феликс получает должность преподавателя по программе повышения грамотности в тюрьмах Исправительного института округа Флетчер. Так начинается его план мести тем, кто нанес ему обиду.
Роман получил неоднозначные отклики среди критиков и публики. Остроумная, мрачная художественная адаптация пьесы Шекспира, в романе Этвуд удается убедительно создать мстительный образ герцога Просперо с немного смешной стороны. Имея дело с темами потери, мести, тюремного заключения, Этвуд использует уроки Феликса по «Буре» для заключенных, чтобы продемонстрировать параллели между ее текстом и оригинальной пьесой.
История завершается «фантастической кульминацией темного действия» в метафорической и буквальной буре.
«Ведьмино отродье» можно рассматривать как пример того, что Грэм Вулф называет «театральной фантастикой»: «относится к романам и рассказам, которые конкретным и устойчивым образом связаны с театром».